# Johanna-Elisabeth
De Johanna-Elisabeth is een ronde stenen molen met een flesvormig molenlijf en staat aan de Molenhuisweg in Vlierden in de Nederlandse provincie Noord-Brabant.
De molen heeft het jaartal 1844 op de baard staan, maar die mogelijk pas in 1848 werd gebouwd. Ze verving een standerdmolen die enkele kilometers naar het zuidoosten stond, waarvan het huidige molenhuis nog bestaat. Die standerdmolen was op haar beurt afkomstig van de Kouwenhoek in Deurne en van daaruit in de 17e eeuw naar Vlierden verplaatst. Daarmee begint de windmolengeschiedenis van Vlierden dus in de 17e eeuw.
Ze deed dienst als korenmolen. Oorspronkelijk was het een grondzeiler, maar in 1890 werd ze verhoogd tot beltmolen. De molen werd hiermee een van de weinige flesvormige molens in Nederland. Toen werd ook een olieslagwerk ingebouwd. In het achtergewelf werd het vuister geplaatst. Voor het aandrijven van het olieslagwerk werd een spil met bonkelaar aangebracht, die door het spoorwiel werd aangedreven. Ook dreef deze spil via een bonkelaar de koekenbreker en via een riemschijf op de maalzolder de mengketel aan. In de Tweede Wereldoorlog dreef deze spil ook een zaaginstallatie op de begane grond aan. Hiermee werden houtblokjes gezaagd, die in houtgasgeneratoren werden gebruikt.
Het slagwerk heeft tot 1930 dienstgedaan en werd toen verwijderd. Naast de molen liggen nog drie kantstenen van het oliewerk.

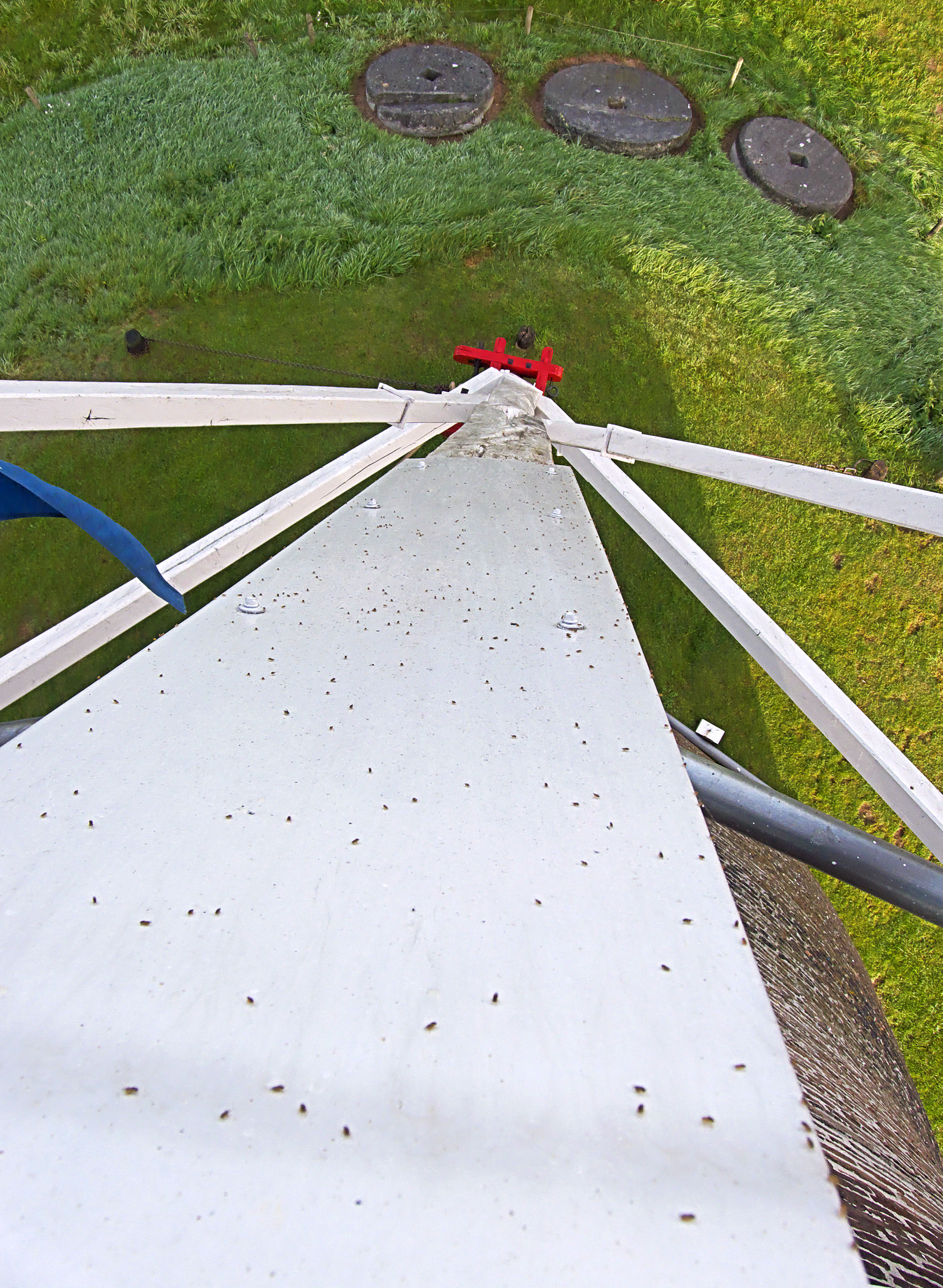
Staart met de drie kantstenen

In 1950 stopte het maalbedrijf en de molen raakte in verval. Ze werd gekocht door de gemeente Deurne en in 1970 gerestaureerd met nog enkele werkzaamheden in 1972. De molen werd weer maalvaardig gemaakt, kreeg de naam Johanna-Elisabeth (voornamen van de vrouw van de vrijwillig molenaar, Els Coppens-van de Rijt), en wordt regelmatig door vrijwillige molenaars bemalen.
Merkwaardig aan de molen is de 5,15 m lange bovenas die van een onbewerkte, schorsvrije, kromme boomstam is gemaakt. De as heeft een in 1898 gemaakte gietijzeren insteekaskop en penmuts van de fabrikant Gebr. Mercx te Tilburg.
De molen heeft twee koppels maalstenen, een met 17der (150 cm doorsnede) blauwe en een met 16der (140 cm doorsnede) kunststenen. Ook is een door de wind aangedreven koekenbreker aanwezig. Vroeger was er ook een door de wind aangedreven mengketel.
Het gevlucht van de molen is nu weer Oud-Hollands, maar was eerder van Busselneuzen voorzien. De 24,36 m lange, gelaste, ijzeren roeden zijn in 2010 gemaakt door Verdonkschot Service te Wessem. De binnenroede heeft nummer 9, de buitenroede nummer 10.
De kap draait voor het op de wind zetten van de wieken op een Engels kruiwerk en wordt bediend met een kruilier.
De molen wordt gevangen (geremd) met een Vlaamse vang en bediend via een vangtrommel.
Het luiwerk voor het opluien (ophijsen) is een sleepluiwerk en kan met de hand bediend worden door een gaffelwiel.

## Overbrengingen
- De overbrengingsverhouding zijn 1:5,5 en 1:6,1.
- Het bovenwiel heeft 52 kammen en het bovenbonkelaar heeft 27 kammen. De koningsspil draait hierdoor 1,92 keer sneller dan de bovenas. De steek, de afstand tussen de staven, is 14 cm.
- Het spoorwiel heeft 60 kammen en de steenrondsels 21 respectievelijk 19 staven. De steenrondsels draaien hierdoor 2,85 en 3,16 keer sneller dan de koningsspil en 5,5 en 6,1 keer sneller dan de bovenas. De steek is 11,4 cm.
- De bonkelaar bovenaan de spil aangedreven door het spoorwiel heeft 27 kammen.
- De bonkelaar op de spil voor de aandrijving van de koekenbreker heeft 24 kammen en het wiel op de koekenbreker 26 dollen.

### Eigenaren
- 1844 - ...: ?
- .... - 1962: L.W. van Deursen
- 1962 - heden: Gemeente Deurne

## Fotogalerij

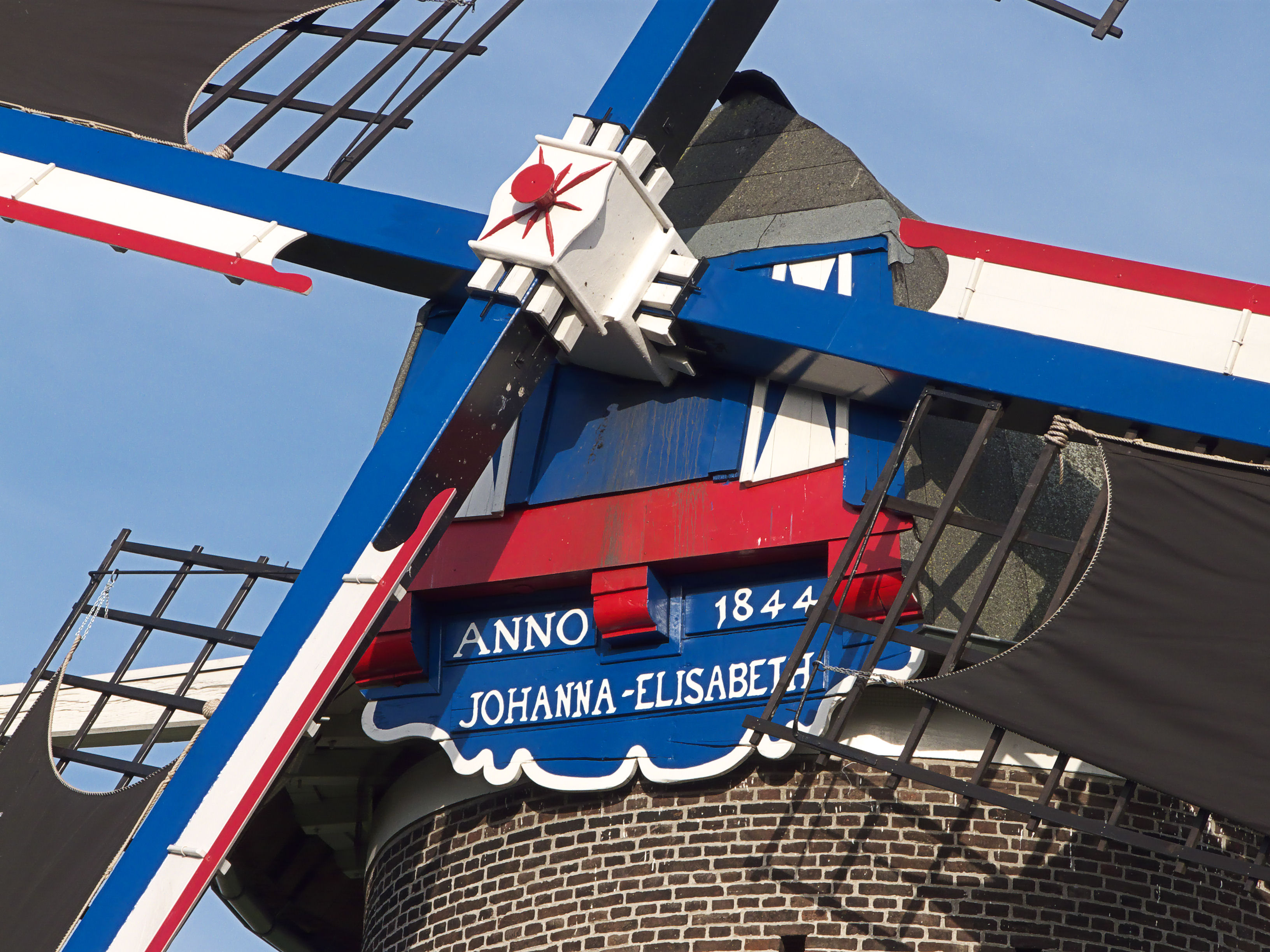
Askop en baard
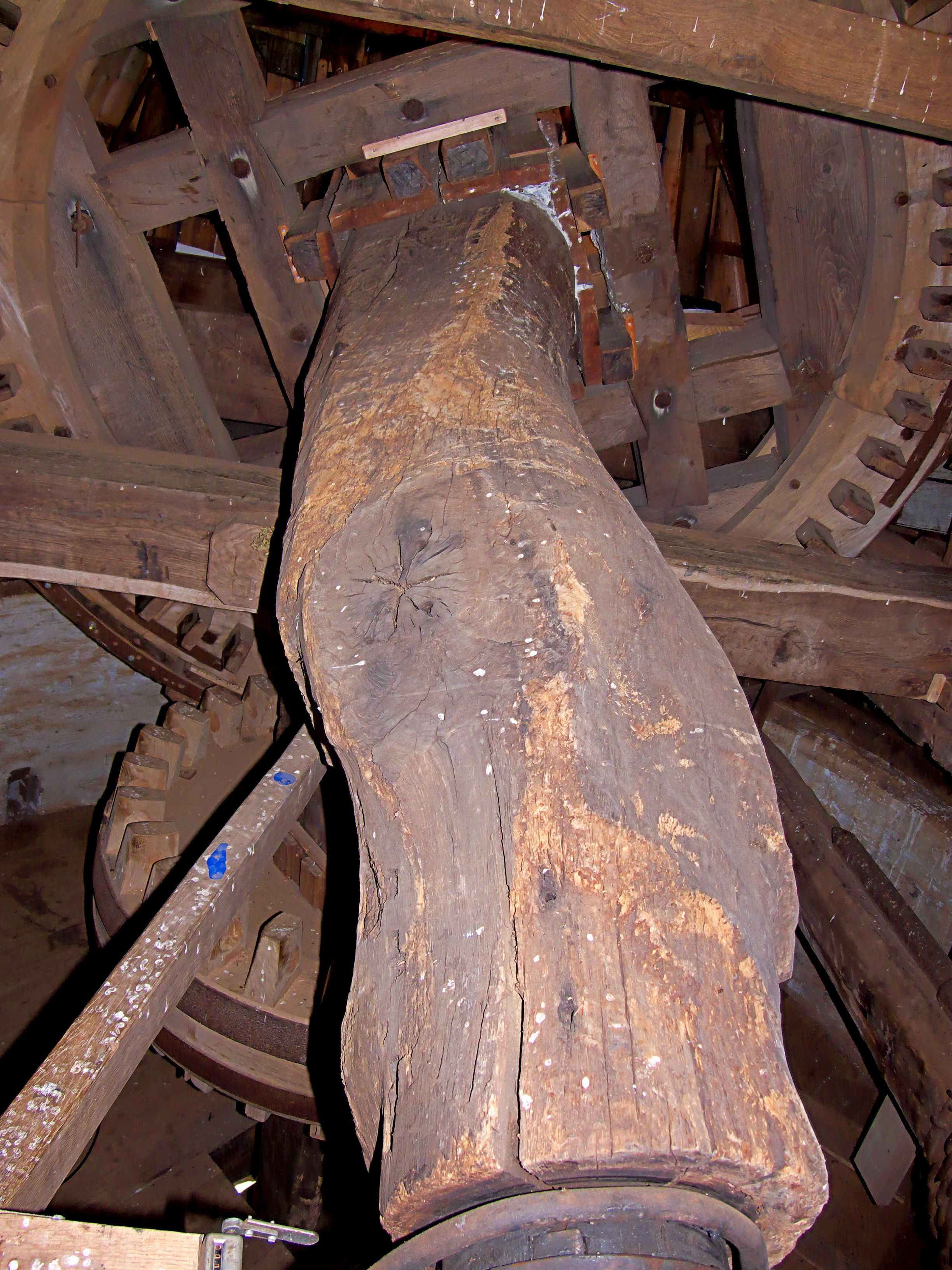
Bovenas
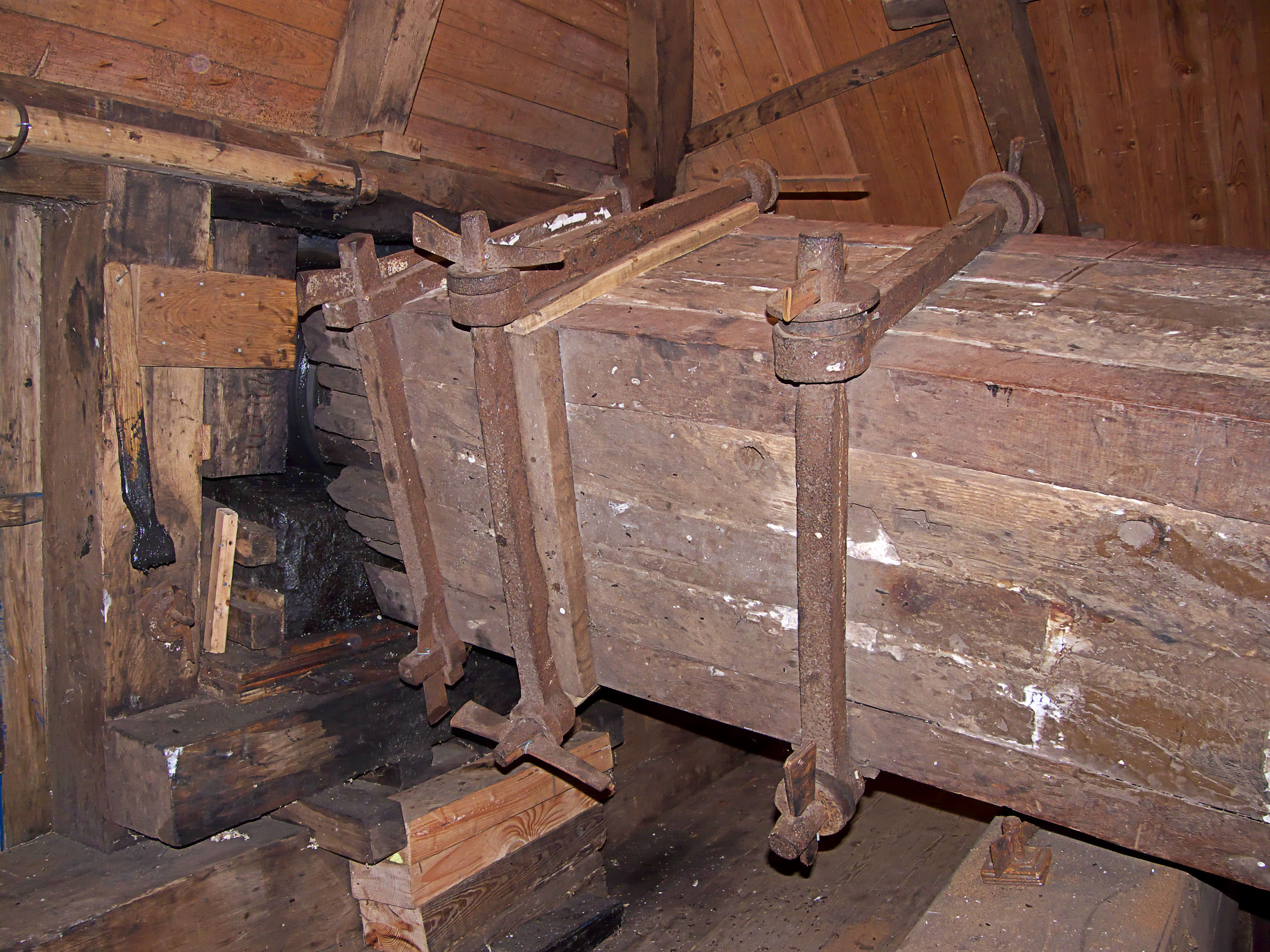
Hals bovenas
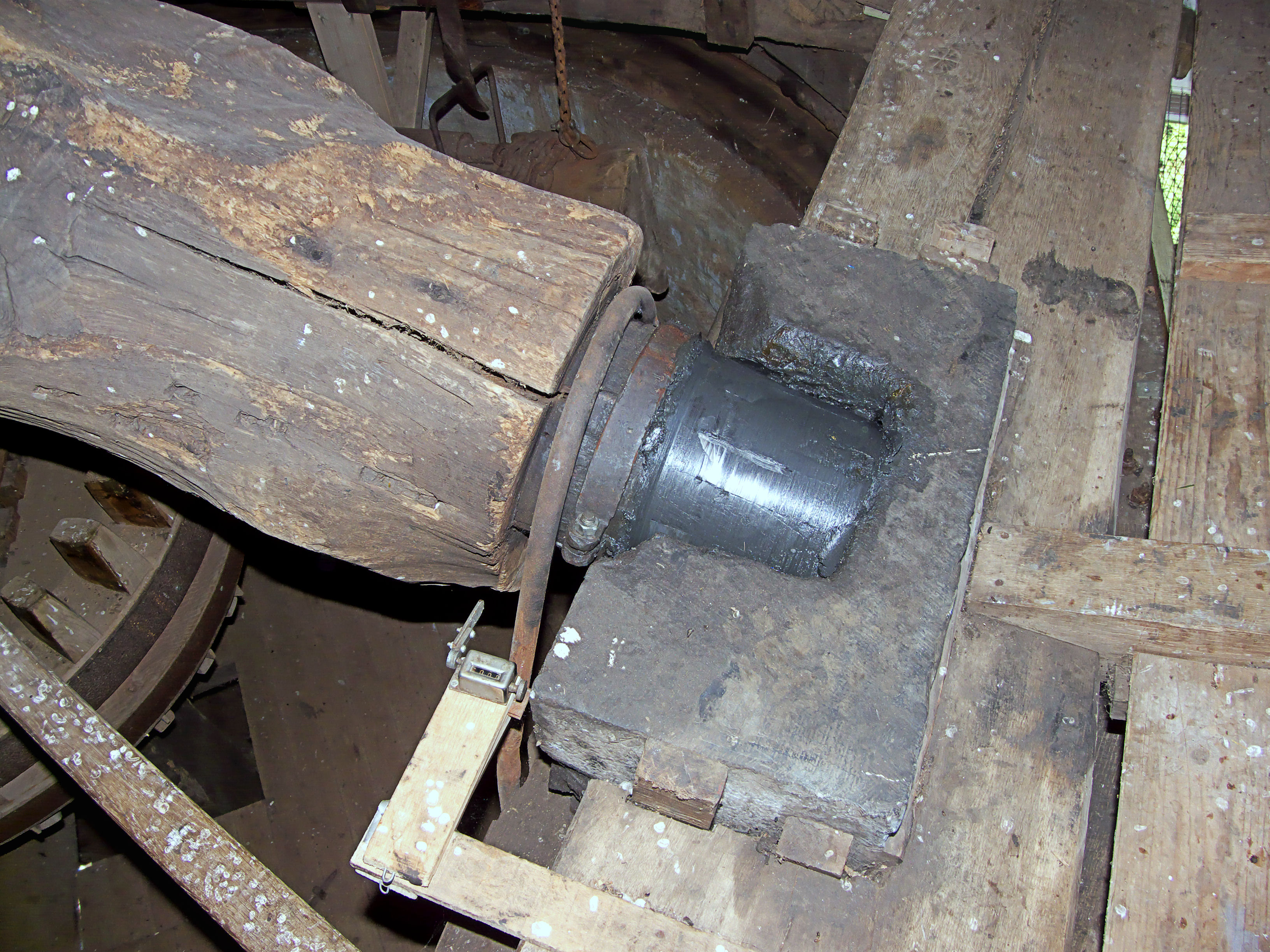
Pen bovenas
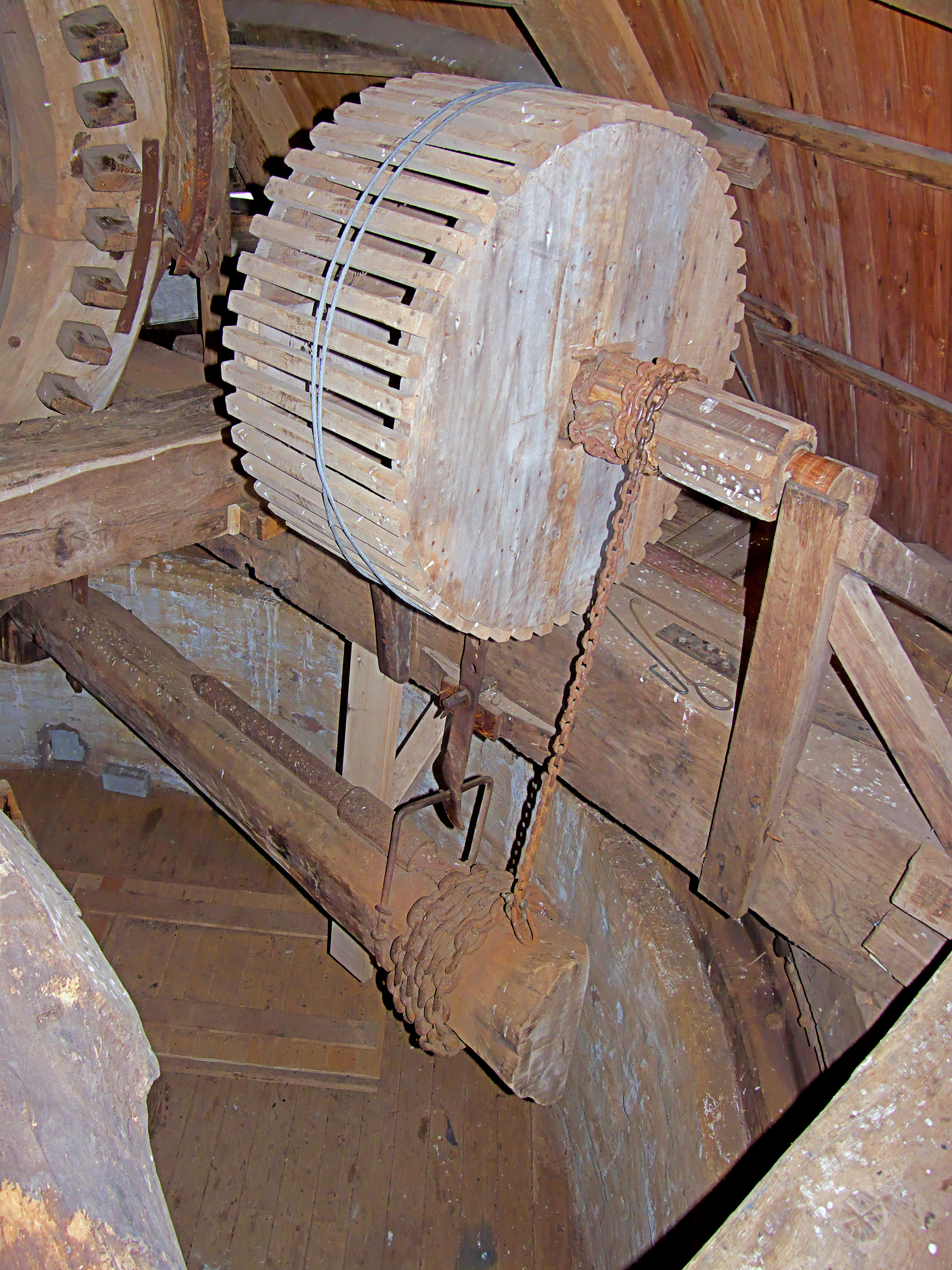
Vangtrommel en vangbalk
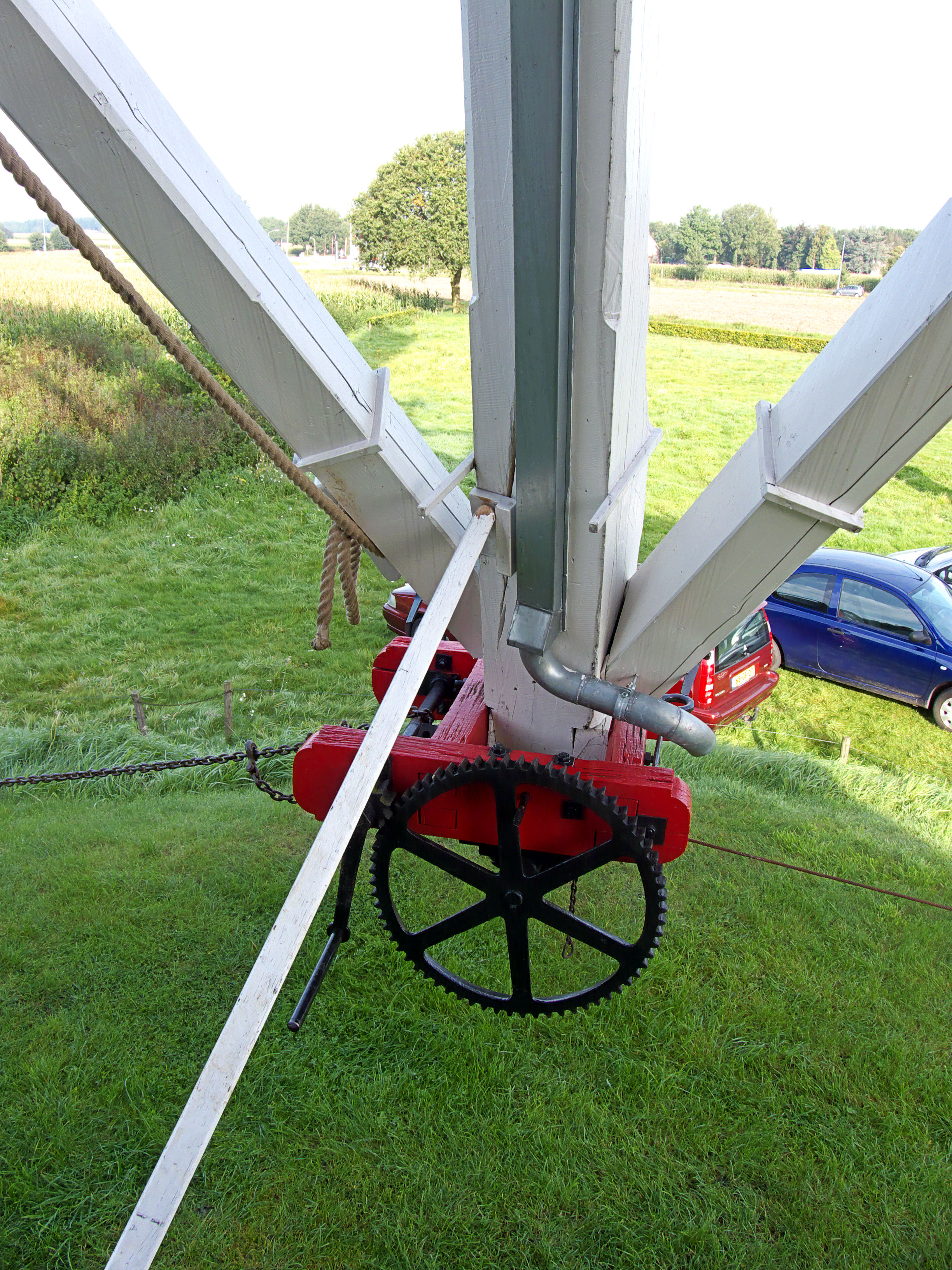
Kruilier met afvoer regenwater kap